# Citroën C5 Aircross
Der Citroën C5 Aircross ist ein Kompakt-SUV französischen Automobilherstellers Citroën und das Nachfolgemodell des Citroën C4 Aircross.

## Erste Generation (2017–2025)
| Sterne im Euro-NCAP-Crashtest (2019) in der Basisausstattung |

| Sterne im Euro-NCAP-Crashtest (2019) mit Sicherheitspaket |

| Sterne im C-NCAP-Crashtest (2018) |

Abgeleitet vom Aircross-Konzept, das Citroën im April 2015 auf der Shanghai Motor Show enthüllt hat, wurde die Serienversion offiziell am 18. April 2017 auf der Shanghai Motor Show für den Marktstart im September 2017 in China präsentiert. Diese erste Generation wurde seit 2017 in der Chengdu-Fabrik in China, seit 2018 im PSA-Werk in Rennes, seit 2020 im indischen Tiruvallur und seit 2024 im russischen Kaluga produziert. Der Marktstart in Europa fand im Februar 2019 statt. Wie auch der Peugeot 5008 II, der DS 7 Crossback oder der Opel Grandland baut das SUV auf der EMP2-Plattform des PSA-Konzerns auf. Eine überarbeitete Version der Baureihe präsentierte Citroën am 12. Januar 2022.
Nachdem Stellantis im Sommer 2022 infolge des russischen Überfalls auf die Ukraine die Produktion von Fahrzeugen in Kaluga einstellte, schaffte es der russische Betreiber des Werks PSMA Rus im März 2024 wieder Fahrzeuge herzustellen. Dabei werden C5 Aircross aus chinesischen Komponenten nach dem Semi-Knocked-Down-Prinzip zusammengebaut. Stellantis gibt an, die Kontrolle über seine Einheiten in Russland seither verloren zu haben.

### Charakteristik
Obwohl der Wagen dem C3 Aircross ähnelt, ist er deutlich größer und im nächst größeren Segment angesiedelt. 
Der SUV soll auf dem europäischen Markt vorübergehend die Lücke schließen, die durch die Einstellung der Produktion der C5-Limousine in Rennes (um Platz für Montagelinien des Peugeot 5008 zu schaffen) entstanden ist.
Der C5 Aircross nimmt die Luftpolster mit Polyurethanummantelung („Airbumps“) des Konzeptfahrzeugs auf den Schwellen auf, teilweise gefärbt wie die des C3, jedoch dezenter. Die doppelseitige Front, Bestandteil aller neuen Citroën-Modelle, findet sich hier in einer gestreckten Form wieder. Die 3D-Effekt-Rückleuchten werden jedoch zugunsten von rechteckigen vier-optischen Lampen aufgegeben.
Auf der technischen Seite ist der C5 Aircross Teil des Citroën „Advanced Comfort“-Programms. Die Anstrengungen konzentrierten sich insbesondere auf den Innenraum, die dortigen Lichtverhältnisse (vor allem durch ein großes Panorama-Schiebedach) und auf den Fahrkomfort über ein neues System mit progressiven hydraulischen Stoßdämpfern. Es gibt ein 12,3 Zoll großes TFT-Display und einen 8 Zoll großen kapazitiven HD-Touchscreen. Bei den Fahrassistenzsystemen bietet der C5 Aircross unter anderem eine automatische Notbremsung, Totwinkelüberwachung/-warner oder adaptive Geschwindigkeitsregelung (mit automatischer Bremsfunktion). Auch die bewährten Technologien der PSA-Gruppe, wie zum Beispiel die Grip-Steuerung (eine Art fortgeschrittene Traktionskontrolle) und Berganfahrhilfe werden angeboten.

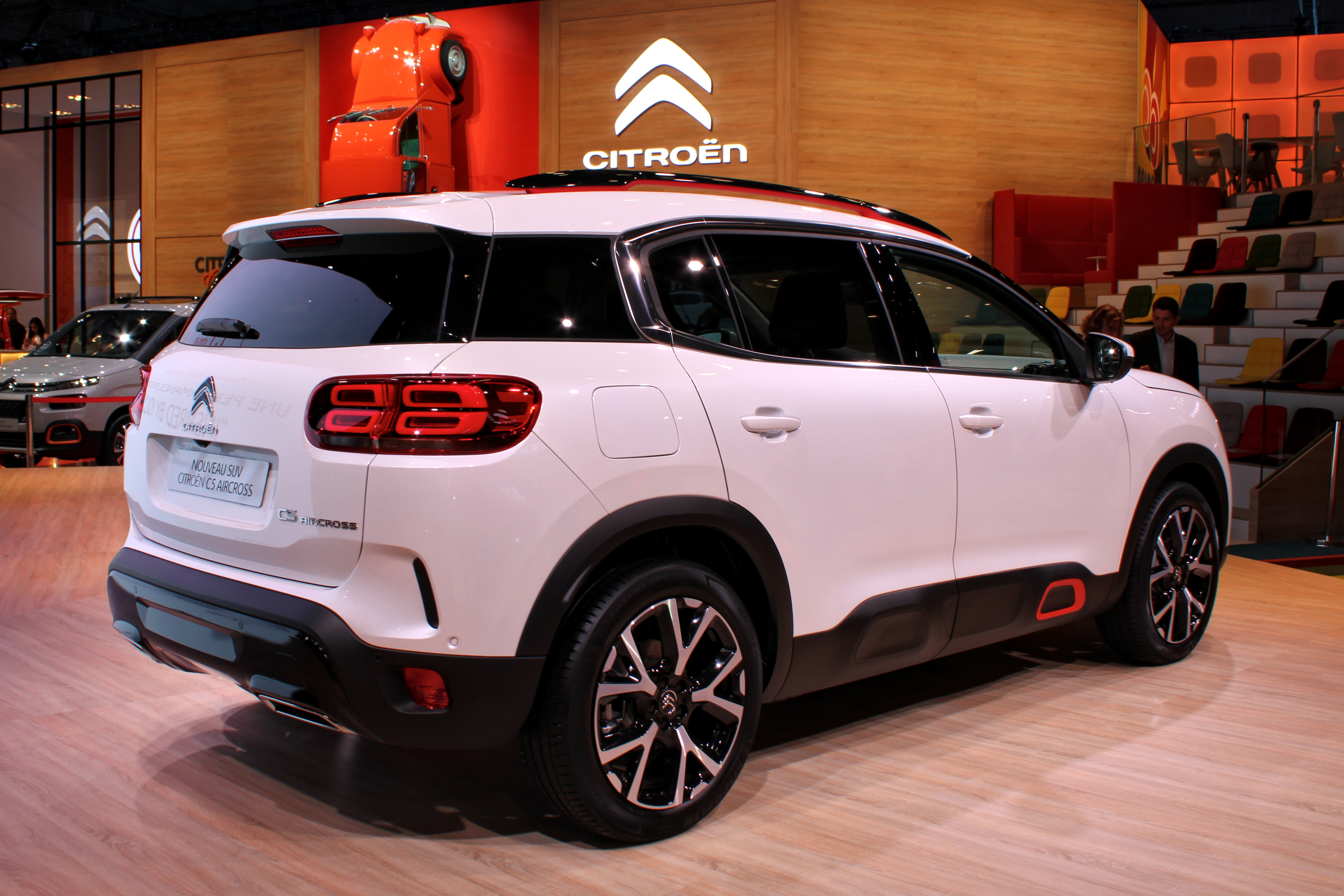
Heckansicht
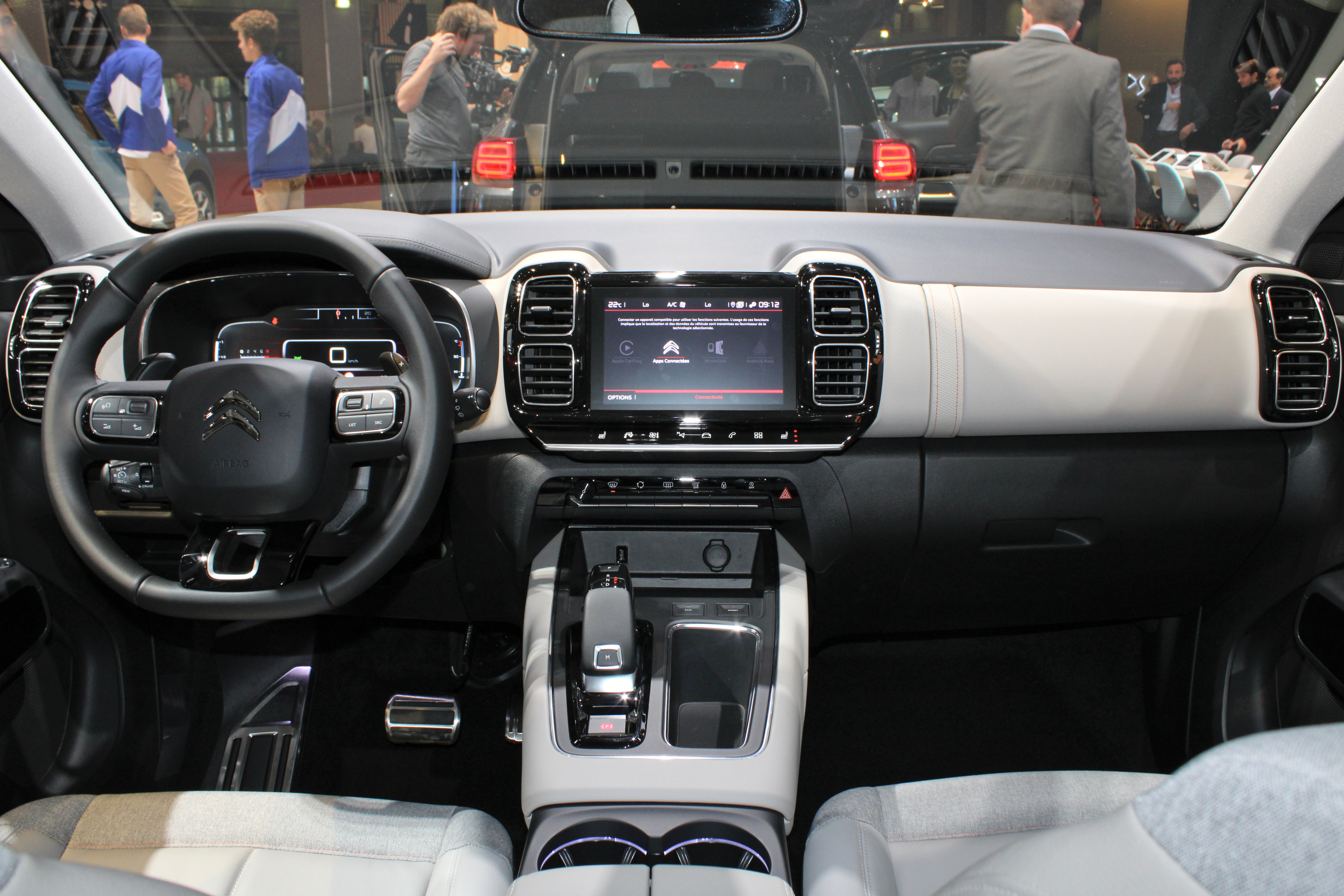
Innenansicht
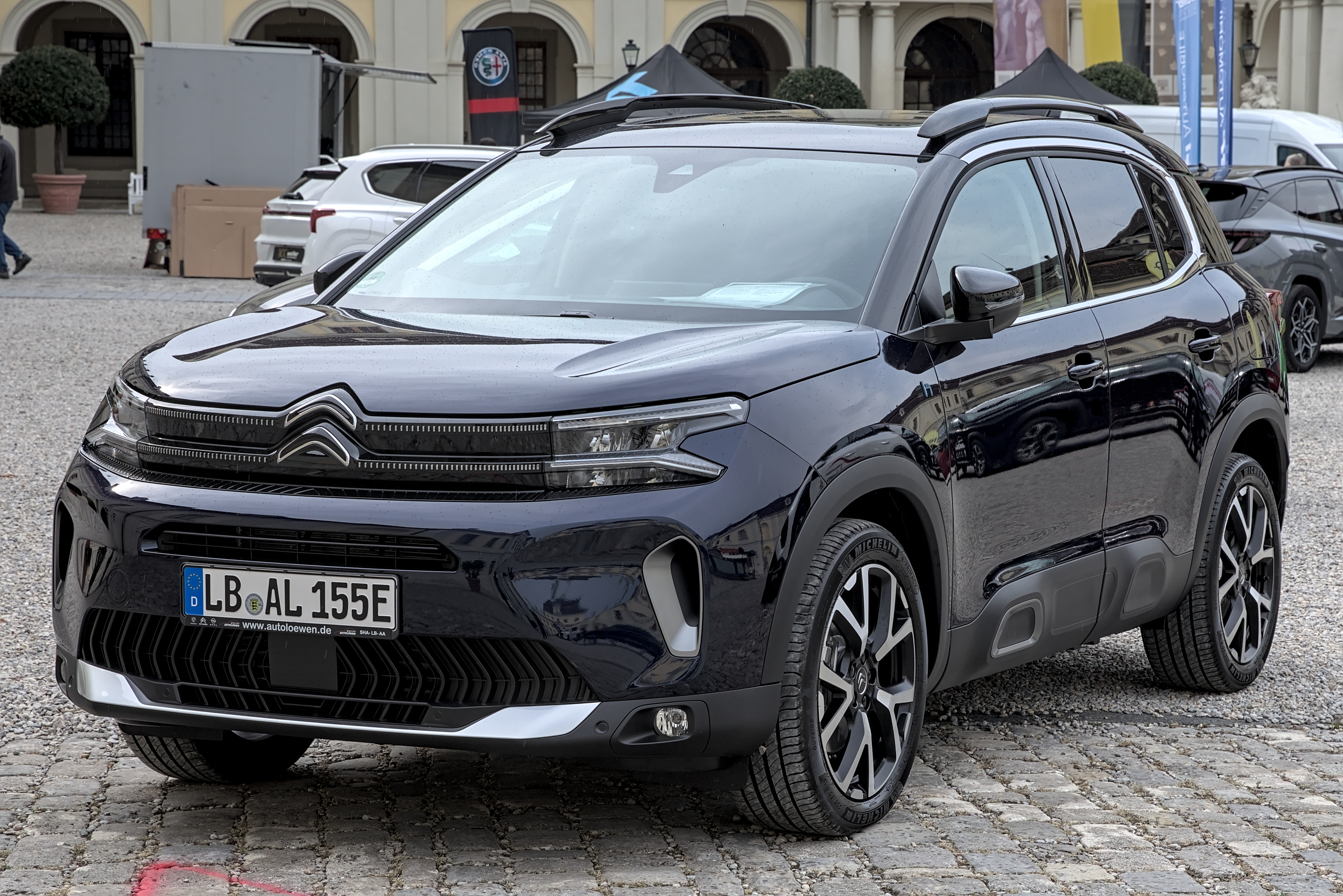
Citroën C5 Aircross (Europa; seit 2022)
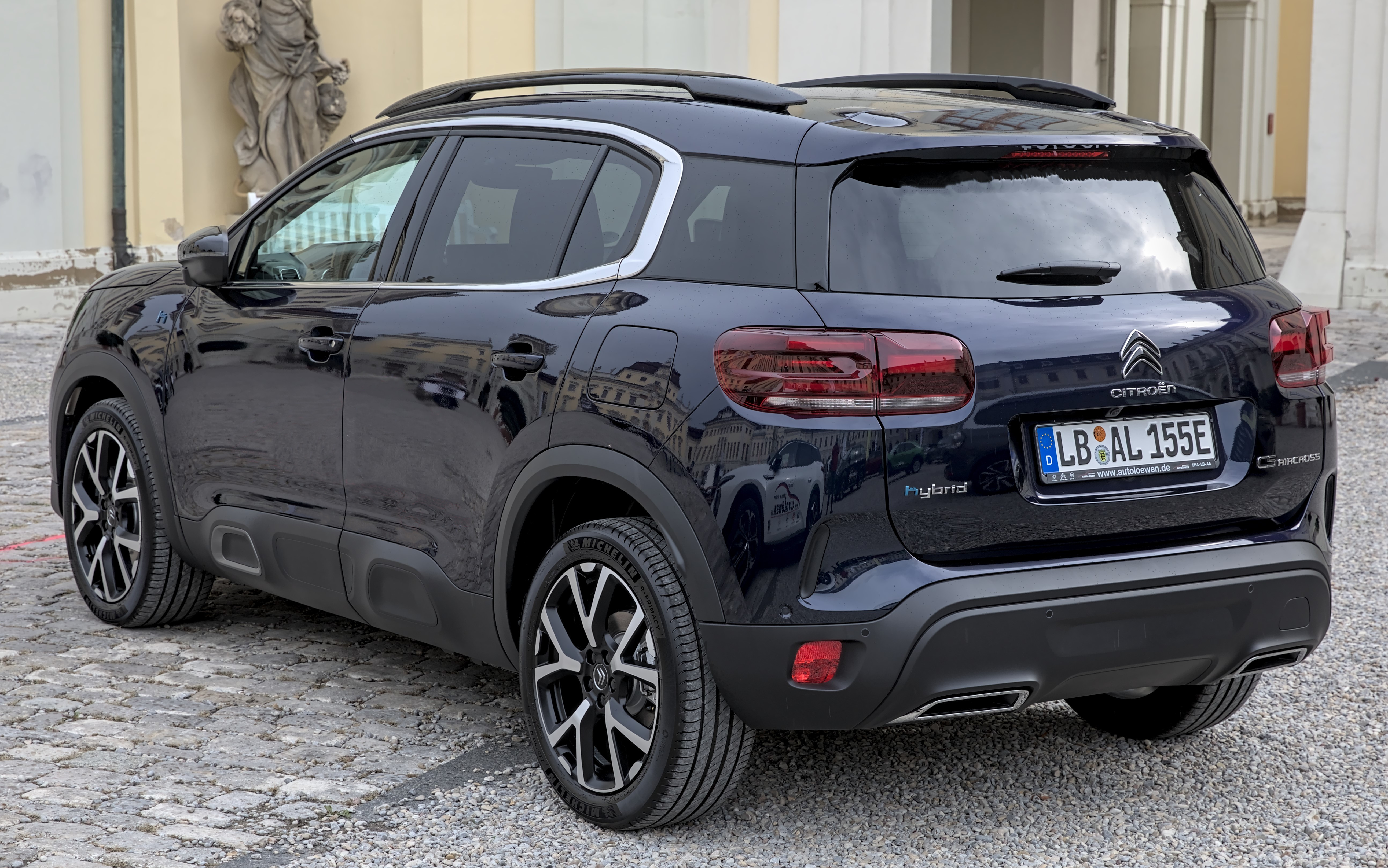
Heckansicht
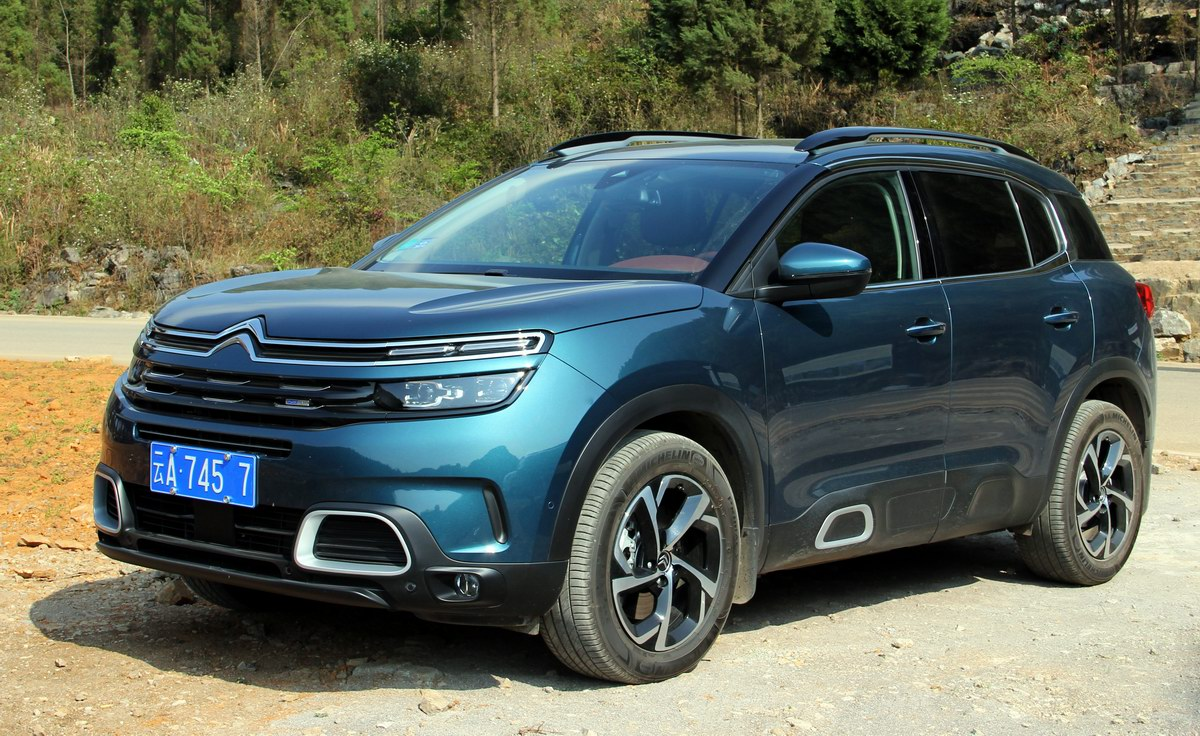
Citroën C5 Aircross (China; seit 2017)
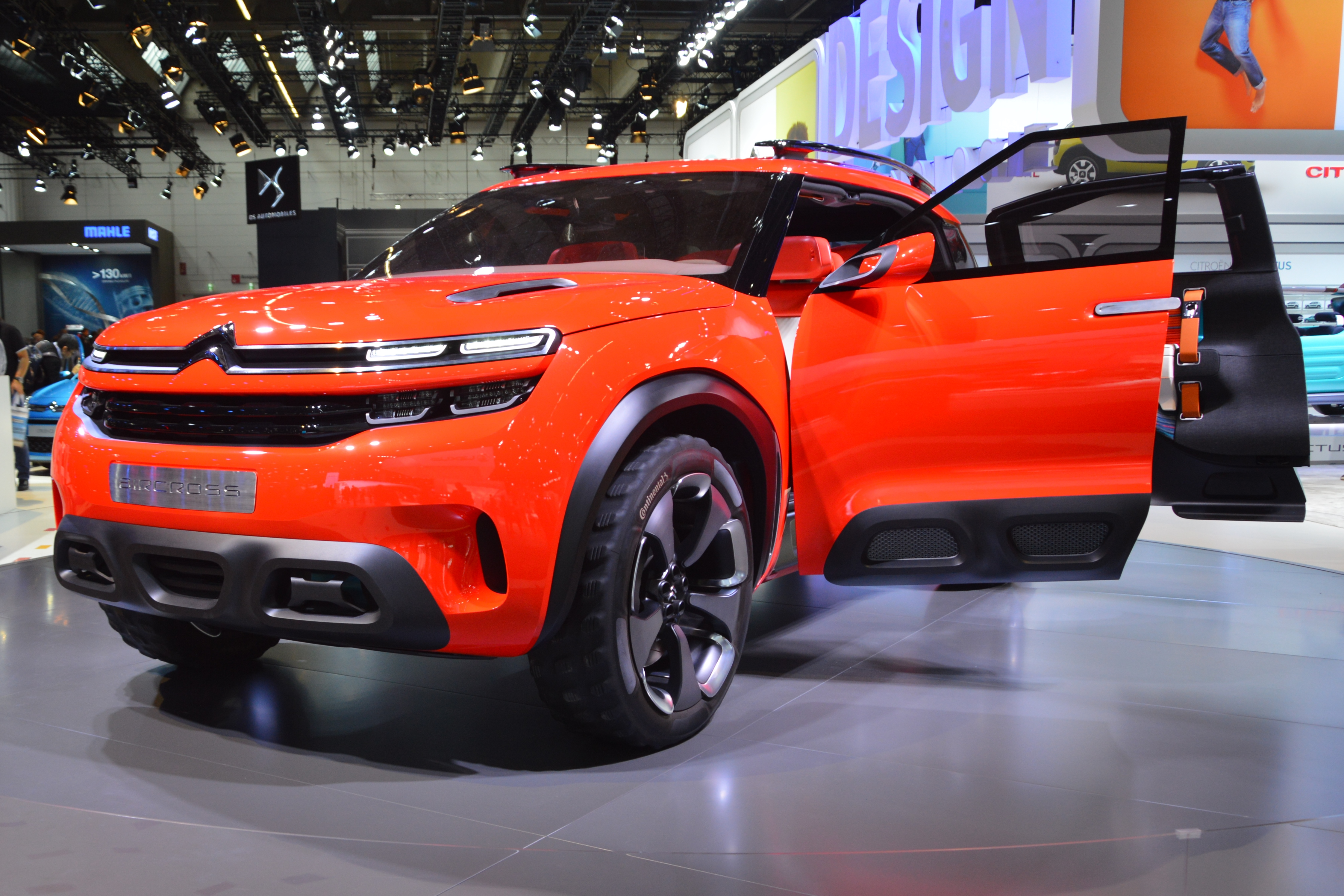
Citroën Aircross Concept (2015)

### Motorisierung
Der C5 Aircross bedient sich der neuesten PSA-Motoren: im Wesentlichen der Ottomotoren, PureTech, mit 96 kW und 133 kW und der Dieselmotoren, BlueHDi genannt, mit 96 kW und 133 kW. Diese Motoren sind je nach Konfiguration mit dem üblichen manuell geschalteten Schaltgetriebe oder mit dem 6-Stufen-Automatikgetriebe Aisin Seiki EAT6 verbunden. Letzteres wird durch die nächste Generation EAT8 ersetzt.
Citroën hatte auch angekündigt, dass der C5 Aircross das erste Fahrzeug in seinem Sortiment sein wird, das auch einen Hybrid-Akku erhalten wird. Diese Technologie, die auch im DS 7 Crossback eingeführt wurde, besteht aus einem 132 kW starken Verbrennungsmotor, der an zwei Elektromotoren mit zusammen 80 kW gekoppelt ist. Die 200-Volt-Lithium-Ionen-Batterie des Plug-in-Hybrids hat eine Kapazität von 13,2 kWh und soll das Fahrzeug bis zu 50 km rein elektrisch bewegen. Diese Variante wird seit Ende 2019 angeboten. Im Mai 2023 präsentierte der Hersteller die Baureihe auch mit einem Mild-Hybrid-System. Es hat einen 100 kW starken Benziner und einen 21 kW starken Elektromotor.
In China stehen dem C5 Aircross zwei turbogeladene Ottomotoren zur Verfügung, die unter anderem auch im DS 6 zum Einsatz kommen. Auf den Antrieb durch Dieselmotoren wird verzichtet.

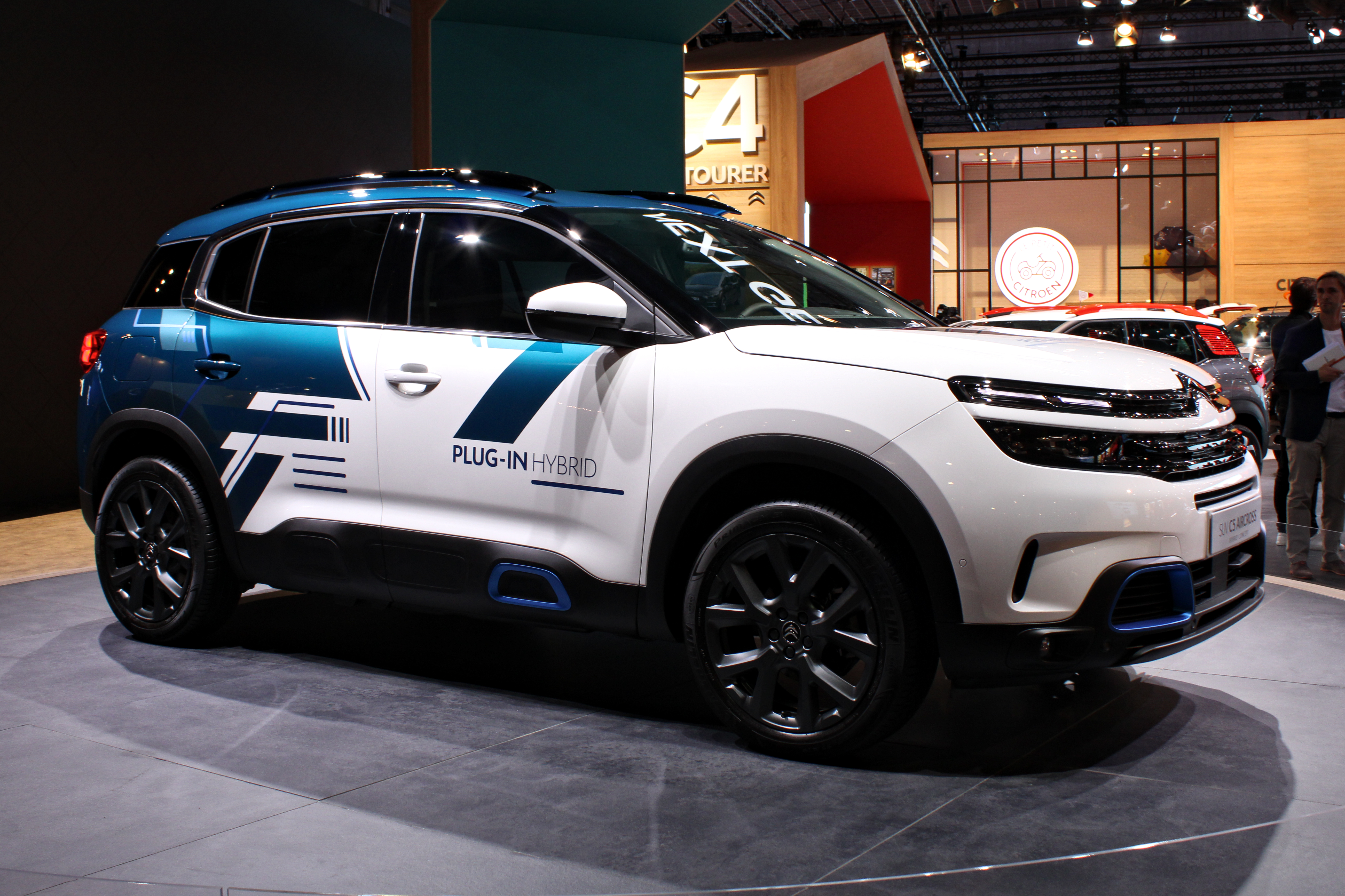
Citroën C5 Aircross Plug-in-Hybrid auf dem Pariser Autosalon 2018
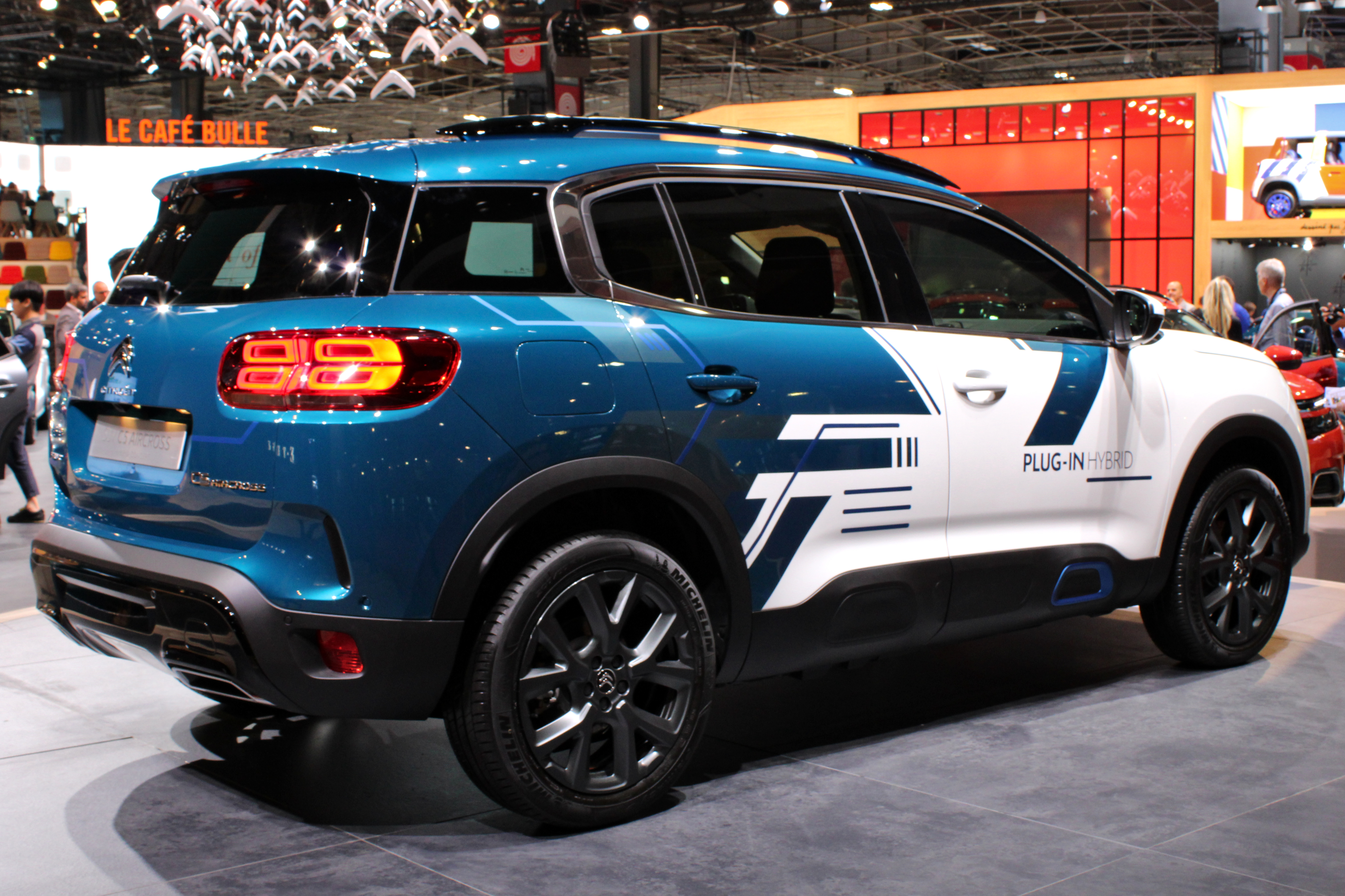
Heckansicht

#### Technische Daten (Europa)
|                                              | PureTech 130          | PureTech 130                      | PureTech 130          | Hybrid 136 ë-DSC6              | Hybrid 136 ë-DSC6              | Hybrid 145 ë-DSC6              | PureTech 180               | PureTech 180               | Hybrid 180 ë-EAT8 (1)      | Hybrid 180 ë-EAT8 (1)      | Hybrid 225 ë-EAT8 (1)      | Hybrid 225 ë-EAT8 (1)      | BlueHDi 130                         | BlueHDi 130                  | BlueHDi 130                | BlueHDi 180                | BlueHDi 180                |
| -------------------------------------------- | --------------------- | --------------------------------- | --------------------- | ------------------------------ | ------------------------------ | ------------------------------ | -------------------------- | -------------------------- | -------------------------- | -------------------------- | -------------------------- | -------------------------- | ----------------------------------- | ---------------------------- | -------------------------- | -------------------------- | -------------------------- |
| Bauzeitraum                                  | 02/2019–08/2020       | 06/2020–04/2024                   | 04/2024–07/2024       | 06/2023–04/2024                | 04/2024–04/2025                | seit 04/2025                   | 02/2019–08/2020            | 06/2020–07/2021            | 10/2022–04/2024            | 04/2024–07/2024            | 12/2019–04/2024            | seit 04/2024               | 02/2019–10/2019                     | 10/2019–04/2024              | seit 04/2024               | 02/2019–10/2019            | 10/2019–11/2020            |
| Motorkenndaten                               |                       |                                   |                       |                                |                                |                                |                            |                            |                            |                            |                            |                            |                                     |                              |                            |                            |                            |
| Motorart                                     | Ottomotor             | Ottomotor                         | Ottomotor             | Ottomotor                      | Ottomotor                      | Ottomotor                      | Ottomotor                  | Ottomotor                  | Ottomotor + Elektromotor   | Ottomotor + Elektromotor   | Ottomotor + Elektromotor   | Ottomotor + Elektromotor   | Dieselmotor                         | Dieselmotor                  | Dieselmotor                | Dieselmotor                | Dieselmotor                |
| Motorbauart                                  | R3                    | R3                                | R3                    | R3                             | R3                             | R3                             | R4                         | R4                         | R4 + Elektromotor          | R4 + Elektromotor          | R4 + Elektromotor          | R4 + Elektromotor          | R4                                  | R4                           | R4                         | R4                         | R4                         |
| Motoraufladung                               | Turbolader            | Turbolader                        | Turbolader            | Turbolader                     | Turbolader                     | Turbolader                     | Turbolader                 | Turbolader                 | Turbolader                 | Turbolader                 | Turbolader                 | Turbolader                 | Turbolader                          | Turbolader                   | Turbolader                 | Turbolader                 | Turbolader                 |
| Hubraum                                      | 1199 cm³              | 1199 cm³                          | 1199 cm³              | 1199 cm³                       | 1199 cm³                       | 1199 cm³                       | 1598 cm³                   | 1598 cm³                   | 1598 cm³                   | 1598 cm³                   | 1598 cm³                   | 1598 cm³                   | 1499 cm³                            | 1499 cm³                     | 1499 cm³                   | 1997 cm³                   | 1997 cm³                   |
| max. Leistung bei min−1, Verbrennungsmotor   | 96 kW (131 PS) / 5500 | 96 kW (131 PS) / 5500             | 96 kW (131 PS) / 5500 | 100 kW (136 PS) / 5500         | 100 kW (136 PS) / 5500         | 107 kW (145 PS) / 5500         | 133 kW (181 PS) / 5500     | 133 kW (181 PS) / 5500     | 110 kW (150 PS) / 6000     | 110 kW (150 PS) / 6000     | 133 kW (181 PS) / 6000     | 133 kW (181 PS) / 6000     | 96 kW (131 PS) / 3750               | 96 kW (131 PS) / 3750        | 96 kW (131 PS) / 3750      | 130 kW (177 PS) / 3750     | 130 kW (177 PS) / 3750     |
| max. Leistung, Elektromotor                  | –                     | –                                 | –                     | –                              | –                              | –                              | –                          | –                          | 81 kW (110 PS)             | 81 kW (110 PS)             | 81 kW (110 PS)             | 81 kW (110 PS)             | –                                   | –                            | –                          | –                          | –                          |
| Systemleistung                               | –                     | –                                 | –                     | –                              | –                              | –                              | –                          | –                          | 133 kW (181 PS)            | 133 kW (181 PS)            | 165 kW (224 PS)            | 165 kW (224 PS)            | –                                   | –                            | –                          | –                          | –                          |
| max. Drehmoment bei min−1, Verbrennungsmotor | 230 Nm / 1750         | 230 Nm / 1750                     | 230 Nm / 1750         | 230 Nm / 1750                  | 230 Nm / 1750                  | 230 Nm / 1750                  | 300 Nm / 1900              | 250 Nm / 1650              | 300 Nm / 3000              | 300 Nm / 3000              | 300 Nm / 3000              | 300 Nm / 3000              | 300 Nm / 1750                       | 300 Nm / 1750                | 300 Nm / 1750              | 400 Nm / 2000              | 400 Nm / 2000              |
| max. Drehmoment, Elektromotor                | –                     | –                                 | –                     | –                              | –                              | –                              | –                          | –                          | 320 Nm                     | 320 Nm                     | 320 Nm                     | 320 Nm                     | –                                   | –                            | –                          | –                          | –                          |
| Systemdrehmoment                             | –                     | –                                 | –                     | –                              | –                              | –                              | –                          | –                          | 360 Nm                     | 360 Nm                     | 360 Nm                     | 360 Nm                     | –                                   | –                            | –                          | –                          | –                          |
| Kraftübertragung                             |                       |                                   |                       |                                |                                |                                |                            |                            |                            |                            |                            |                            |                                     |                              |                            |                            |                            |
| Antrieb, serienmäßig                         | Vorderradantrieb      | Vorderradantrieb                  | Vorderradantrieb      | Vorderradantrieb               | Vorderradantrieb               | Vorderradantrieb               | Vorderradantrieb           | Vorderradantrieb           | Vorderradantrieb           | Vorderradantrieb           | Vorderradantrieb           | Vorderradantrieb           | Vorderradantrieb                    | Vorderradantrieb             | Vorderradantrieb           | Vorderradantrieb           | Vorderradantrieb           |
| Getriebe, serienmäßig                        | 6-Gang-Schaltgetriebe | 6-Gang-Schaltgetriebe             | 6-Gang-Schaltgetriebe | 6-Gang-Doppelkupplungsgetriebe | 6-Gang-Doppelkupplungsgetriebe | 6-Gang-Doppelkupplungsgetriebe | 8-Stufen-Automatikgetriebe | 8-Stufen-Automatikgetriebe | 8-Stufen-Automatikgetriebe | 8-Stufen-Automatikgetriebe | 8-Stufen-Automatikgetriebe | 8-Stufen-Automatikgetriebe | 6-Gang-Schaltgetriebe               | 6-Gang-Schaltgetriebe        | 8-Stufen-Automatikgetriebe | 8-Stufen-Automatikgetriebe | 8-Stufen-Automatikgetriebe |
| Getriebe, optional                           | –                     | (8-Stufen-Automatikgetriebe)      | –                     | –                              | –                              | –                              | –                          | –                          | –                          | –                          | –                          | –                          | (8-Stufen-Automatikgetriebe)        | (8-Stufen-Automatikgetriebe) | –                          | –                          | –                          |
| Messwerte                                    |                       |                                   |                       |                                |                                |                                |                            |                            |                            |                            |                            |                            |                                     |                              |                            |                            |                            |
| Höchstgeschwindigkeit                        | 188 km/h              | 195 km/h (188 km/h)               | 195 km/h              | 200 km/h                       | 200 km/h                       | 200 km/h                       | 216 km/h                   | 216 km/h                   | 215 km/h                   | 215 km/h                   | 225 km/h                   | 225 km/h                   | 188 km/h (188 km/h)                 | 188 km/h (189 km/h)          | 189 km/h                   | 211 km/h                   | 211 km/h                   |
| Beschleunigung, 0–100 km/h                   | 10,5 s                | 10,5 s (10,3 s)                   | 10,5 s                | 10,2 s                         | 10,2 s                         | 10,2 s                         | 8,2 s                      | 8,2 s                      | 8,9 s                      | 8,9 s                      | 8,9 s                      | 8,9 s                      | 10,4 s (10,6 s)                     | 10,4 s (10,6 s)              | 10,6 s                     | 8,6 s                      | 8,6 s                      |
| Kraftstoffverbrauch auf 100 km, kombiniert   | 5,2–5,3 l Super       | 6,2–6,4 l Super (6,5–6,7 l Super) | 6,2 l Super           | 5,7–5,8 l Super                | 5,6–5,8 l Super                | 5,7–5,8 l Super                | 5,7–5,8 l Super            | 5,6 l Super                | 1,5–1,6 l Super            | 1,7–1,8 l Super            | 1,3–1,6 l Super            | 1,4–1,5 l Super            | 4,1–4,2 l Diesel (4,0–4,1 l Diesel) | 3,8 l Diesel (3,9 l Diesel)  | 5,5–5,6 l Diesel           | 4,7–4,8 l Diesel           | 4,7 l Diesel               |
| CO2-Emissionen, kombiniert                   | 119–122 g/km          | 140–144 g/km (148–152 g/km)       | 139–140 g/km          | 128–131 g/km                   | 127–130 g/km                   | 128–129 g/km                   | 129–132 g/km               | 128 g/km                   | 35 g/km                    | 39–42 g/km                 | 28–36 g/km                 | 32–34 g/km                 | 106–109 g/km (106–108 g/km)         | 100 g/km (102 g/km)          | 144–147 g/km               | 124–126 g/km               | 123 g/km                   |
| Leergewicht                                  | 1479–1607 kg          | 1483–1591 kg (1505–1613 kg)       | 1483–1591 kg          | 1606–1713 kg                   | 1606–1713 kg                   | 1606–1713 kg                   | 1505–1644 kg               | 1505–1644 kg               | 1845–1935 kg               | 1845–1935 kg               | 1845–2016 kg               | 1845–1935 kg               | 1505–1659 kg (1505–1660 kg)         | 1505–1659 kg (1505–1659 kg)  | 1567–1675 kg               | 1615–1758 kg               | 1615–1758 kg               |
| Tankinhalt                                   | 53 l                  | 53 l                              | 53 l                  | 53 l                           | 53 l                           | 53 l                           | 53 l                       | 53 l                       | 43 l                       | 43 l                       | 43 l                       | 43 l                       | 53 l                                | 53 l                         | 53 l                       | 53 l                       | 53 l                       |
| Abgasnorm                                    | Euro 6d-TEMP          | Euro 6d                           | Euro 6e               | Euro 6d                        | Euro 6e                        | Euro 6e                        | Euro 6d-TEMP               | Euro 6d                    | Euro 6d                    | Euro 6e                    | Euro 6d                    | Euro 6e                    | Euro 6d-TEMP                        | Euro 6d                      | Euro 6e                    | Euro 6d-TEMP               | Euro 6d                    |

#### Technische Daten (China)
|                                            | 350 THP                    | 360 THP                    | 380 THP                    | 400 THP                    |
| ------------------------------------------ | -------------------------- | -------------------------- | -------------------------- | -------------------------- |
| Bauzeitraum                                | 09/2017–07/2020            | seit 04/2019               | 09/2017–07/2020            | seit 04/2019               |
| Motorkenndaten                             |                            |                            |                            |                            |
| Motorart                                   | Ottomotor                  | Ottomotor                  | Ottomotor                  | Ottomotor                  |
| Motorbauart                                | R4                         | R4                         | R4                         | R4                         |
| Motoraufladung                             | Turbolader                 | Turbolader                 | Turbolader                 | Turbolader                 |
| Hubraum                                    | 1598 cm³                   | 1598 cm³                   | 1751 cm³                   | 1751 cm³                   |
| max. Leistung bei min−1                    | 123 kW (167 PS) / 6000     | 125 kW (170 PS) / 6000     | 150 kW (204 PS) / 5500     | 155 kW (211 PS) / 5500     |
| max. Drehmoment bei min−1                  | 245 Nm / 1400–4000         | 260 Nm / 2000–3500         | 280 Nm / 1400–4000         | 300 Nm / 1900–4500         |
| Kraftübertragung                           |                            |                            |                            |                            |
| Antrieb, serienmäßig                       | Vorderradantrieb           | Vorderradantrieb           | Vorderradantrieb           | Vorderradantrieb           |
| Getriebe, serienmäßig                      | 6-Stufen-Automatikgetriebe | 6-Stufen-Automatikgetriebe | 6-Stufen-Automatikgetriebe | 6-Stufen-Automatikgetriebe |
| Messwerte                                  |                            |                            |                            |                            |
| Höchstgeschwindigkeit                      |                            | 200 km/h                   | 215 km/h                   | 220 km/h                   |
| Beschleunigung, 0–100 km/h                 |                            |                            | 9,1 s                      |                            |
| Kraftstoffverbrauch auf 100 km, kombiniert | 6,8 l Super                | 6,3 l Super                | 6,9 l Super                | 6,4 l Super                |
| Leergewicht                                | 1490 kg                    | 1490 kg                    | 1530 kg                    | 1520 kg                    |
| Tankinhalt                                 | 53 l                       | 53 l                       | 53 l                       | 53 l                       |
| Abgasnorm                                  | China V                    | China VI                   | China V                    | China VI                   |

## Zweite Generation (seit 2025)
Die zweite Generation der Baureihe wurde im April 2025 vorgestellt und basiert auf der Stellantis-Plattform namens „STLA Medium“, die auch Elektroantriebe ermöglicht. Ähnlich zu anderen aktuellen Modellen wie C3 und C4 wurden Designelemente des Konzeptfahrzeugs Oli auf den C5 Aircross übertragen. Dies wurde wiederum auf dem Pariser Autosalon im Oktober 2024 mit dem Citroën C5 Aircross Concept vorab präsentiert.

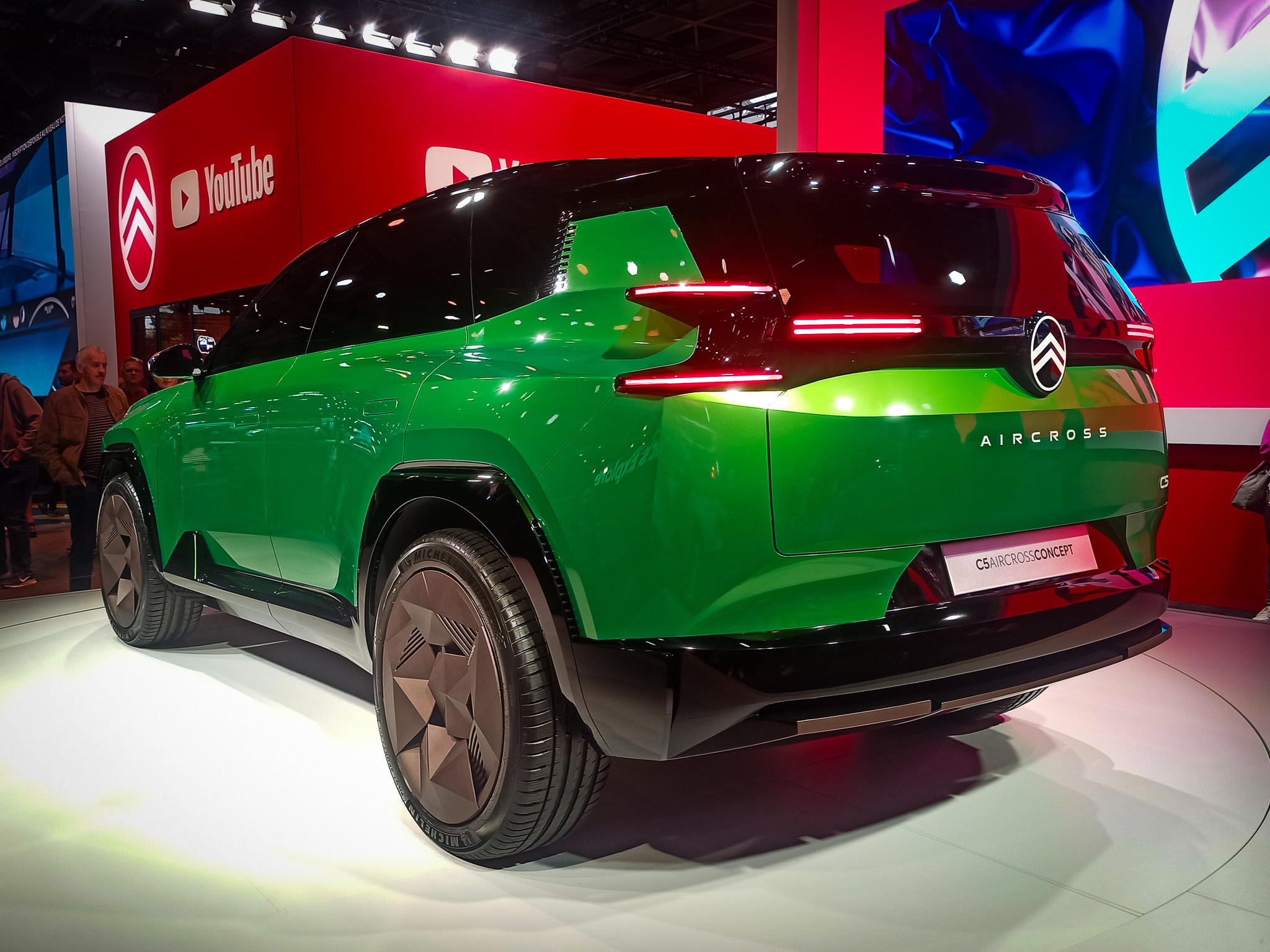
Heckansicht

### Technik
Zum Marktstart werden vier Motorisierungen angeboten. Alle Versionen haben Frontantrieb. Dieselmotoren sind nicht mehr verfügbar. Eine 48-Volt-Mild-Hybridvariante mit 1,2-Liter-Ottomotor und Doppelkupplungsgetriebe leistet bis zu 107 kW (145 PS). Der 0,9-kWh-Akku versorgt dabei einen Elektromotor, der bis zu 21 kW (28 PS) zur Verfügung stellt. Der Plug-in-Hybrid beinhaltet einen 21-kWh-Akku und soll bis zu 85 km rein elektrisch zurücklegen können. Der 1,6-Liter-Turbomotor leistet 110 kW (150 PS), der dazugehörige Elektromotor bis zu 92 kW (125 PS). Die Systemleistung wird mit 143 kW (195 PS) angegeben. Bis zu einer Geschwindigkeit von 135 km/h ist damit rein elektrisches Fahren möglich. Die Ladeleistung liegt serienmäßig bei 3,7 kW, optional ist ein On-Board-Ladegerät mit 7,4 kW erhältlich. Bei den Elektroantrieben stehen zwei Konfigurationen zur Wahl: 157 kW (213 PS) in Kombination mit einem 74-kWh-Akku ermöglicht eine Reichweite von bis zu 520 km, bei der Version mit 170 kW (231 PS) und 97-kWh-Akku wird eine Reichweite von bis zu 680 km erreicht. Die maximale Ladeleistung mit Gleichstrom wird mit 160 kW angegeben. Mit Wechselstrom beträgt die Ladeleistung serienmäßig 11 kW. Ein 22-kW-On-Board-Ladegerät, eine Wärmepumpe sowie die Möglichkeit, Strom wieder abzugeben (Vehicle to Load), werden optional angeboten.
Beim Fahrwerk setzt Citroën auch beim C5 Aircross auf das „Advanced-Comfort“-Federung genannte System. An der Vorderachse haben die Stoßdämpfer zwei hydraulische Anschläge, jeweils einen an Zug- und Druckstufe, hinten einen an der Druckstufe.
Das Kofferaumvolumen beträgt 565 bis 1668 l.

### Technische Daten
| Kenngrößen                                                | Hybrid 145                                  | Elektromotor 210          |
| Bestellzeitraum                                           | seit 07/2025                                | seit 07/2025              |
| Motorkenndaten                                            |                                             |                           |
| Motortyp                                                  | R3-Ottomotor + 48-Volt-Bordnetz             | Elektromotor              |
| Gemischaufbereitung                                       | Direkteinspritzung                          | —                         |
| Motoraufladung                                            | Turbolader                                  | —                         |
| Hubraum                                                   | 1199 cm³                                    | —                         |
| max. Leistung                                             | 107 kW (145 PS) bei 5500/min (2)            | 157 kW (213 PS)           |
| max. Drehmoment                                           | 230 Nm bei 1750/min (2)                     | 345 Nm                    |
| Kraftübertragung                                          |                                             |                           |
| Antrieb                                                   | Vorderradantrieb                            | Vorderradantrieb          |
| Getriebe                                                  | Elektrisches 6-Gang-Doppelkupplungsgetriebe | Feste Getriebeübersetzung |
| Messwerte                                                 |                                             |                           |
| Höchstgeschwindigkeit                                     | 201 km/h                                    | 170 km/h                  |
| Beschleunigung, 0–100 km/h                                | 11,2 s                                      | 8,9 s                     |
| Leergewicht                                               | 1629–1772 kg                                | 2184–2295 kg              |
| Kraftstoff-/Energieverbrauch auf 100 km (kombiniert) WLTP | 5,4–5,6 l Super                             | 17,0–17,7 kWh             |
| CO2-Emission (kombiniert) WLTP                            | 121–126 g/km                                | —                         |
| Batteriekapazität (netto)                                 | 0,9 kWh                                     | 73 kWh                    |
| Elektrische Reichweite nach WLTP                          | —                                           | 503–520 km                |
| Abgasnorm nach EU-Klassifikation                          | Euro 6e                                     | —                         |